# Prince of Persia 2: The Shadow and the Flame
Prince of Persia 2: The Shadow and the Flame ist ein von Brøderbund erstmals 1993 für den MS-DOS veröffentlichtes Action-Adventure. Es wurde von Brøderbund entwickelt und im Laufe der Jahre auf zahlreiche andere Plattformen portiert. Es ist der Nachfolger von Prince of Persia.

## Handlung
Eines Tages betritt der Prinz den Thronsaal und stellt fest, dass jemand anderes seinen Platz eingenommen hat. Dieser andere scheint sein exaktes Ebenbild zu sein. Hinter ihm verbirgt sich jedoch der rachsüchtige Wesir Jaffar, der ursprünglich die Prinzessin heiraten wollte, und so wird der echte Prinz nicht einmal von der schönen Prinzessin erkannt. Jaffar stellt den Prinzen als Betrüger dar, will ihn ergreifen und in den Kerker werfen lassen. Dem Prinzen bleibt nur die Flucht. Gerade noch mit einem Handelsschiff entkommen, das ihn immer weiter von Persien fortträgt, beschließt der Prinz, zurückzukehren und das Rätsel um sein Spiegelbild zu lösen. Jaffar jedoch erlangt zwischenzeitlich durch die Abwesenheit des Sultans immer mehr Macht und das Land befindet sich schon bald in der Unterdrückung durch Jaffars Terror-Regime. Eine schwierige Aufgabe für den Prinzen ist es, seine Liebe zurückzuerobern und Persien von der Herrschaft Jaffars zu befreien.

## Spielprinzip
Ähnlich wie beim Vorgänger erkundet die Figur verschiedene tödliche Bereiche. Das Spiel ist kampflastiger als sein Vorgänger. Im ersten Spiel erscheinen Feinde nur gelegentlich und sind immer allein, während in der Fortsetzung bis zu vier Feinde gleichzeitig auftauchen können, manchmal den Spieler flankieren und sogar sofort durch Verstärkung ersetzt werden können. Wie bei Prince of Persia besteht das Ziel darin, das Spiel unter einem strengen Zeitlimit von 75 Minuten zu beenden. Leben sind unbegrenzt, aber Zeit kann nicht zurückgesetzt werden. In anderen Bereichen wurden bedeutendere Verbesserungen vorgenommen. Die Grafik ist weitaus komplexer als der einfache Look des Vorgängers, die erkundeten Gebiete sind größer und die Vielfalt der Spielwelt ist größer.

## Rezeption
Charles Ardai schrieb in „Computer Gaming World“, dass „Prince of Persia 2“ nicht nur in jeder Hinsicht besser ist als „Prince of Persia“, sondern „… ist das grausamste, ärgerlichste, unbarmherzigste – kurz gesagt, das beste – Spiel seiner Art, das ich je gespielt habe“, mit „einer absolut unwiderstehlichen Anziehungskraft“. Er kritisierte die unvollkommene Speicher-Funktion, die ihn zwang, „Bereiche Dutzende Male zu wiederholen“. Power Play gab eine Punktzahl von 68 %. Computer and Video Games gab der PC-Version eine Punktzahl von 92 %.